# Kryddgårdsskolan

Kryddgårdsskolan är en grundskola F-6 i stadsdelen Rosengård i Malmö. 
Skolan ligger i delområdet Kryddgården och har cirka 400 elever från cirka 50 nationer som talar cirka 35 olika språk, varav arabiska, urdu, albanska och bosniska är de största språken. Kryddgårdsskolan har hälso- och kulturprofil, en Montessori-inspirerad klass samt flera avdelningar inom skolbarnomsorgen.
Skolan byggdes 1972 och leddes under 1980-talet av den flerfaldigt prisbelönta pedagogen Ruth Bauth som även införde institutionen "hela skolan sjunger" på skolan, varvid samtliga elever samlas en gång i veckan för gemensam allsång. Skolan besöktes i september 1985 av dåvarande statsministern Olof Palme.
Skolan deltar numera i Musikhögskolans projekt World Music School som syftar till att erbjuda grundskolans låg- och mellanstadiebarn kompletterande musikundervisning.
Kryddgårdsskolan uppmärksammades i media år 2007 som en av de skolor som inte skrivit en lagstadgad likabehandlingsplan i tid. Skolan uppmärksammades även som en skola där elevernas simkunnighet är låg. men de jobbar hårt för att förbättra det. de når snart till Malmös top 5 i meritvärde. 
Claes Jeppson är rektor för skolan, men i augusti 2017 tillträdde Maria Tagesson Holmstedt som tillfällig rektor då Jeppsson valt att arbeta med annan verksamhet. 
Kryddgårdsskolan är en av de skolor i Malmö som kameraövervakas.